# حاریبنگا
حاریبنگا (به لاتین: Haribhanga) یک منطقهٔ مسکونی در بنگلادش است که در ناحیه سراج‌گنج واقع شده‌است.